# Claudio Ptolomeo
Claudio Ptolomeo o Claudio Tolomeo (en latín, Claudius Ptolemaeus, y en griego, Κλαύδιος Πτολεμαῖος [Klaudios Ptolemaios]; Ptolemaida Hermia, c. 100 d. C.-Canopo, c. 170 d. C.) fue un astrónomo, astrólogo, químico, geógrafo, teórico musical y matemático alejandrino de ascendencia griega. Ptolomeo escribió alrededor de una docena de tratados científicos, tres de los cuales fueron importantes para las ciencias bizantina, islámica y europea occidental posteriores. El primero de estos tratados fue su tratado astronómico conocido ahora como el Almagesto, originalmente titulado Tratado matemático (en griego: Μαθηματικὴ Σύνταξις, Mathēmatikḗ syntaxis). El segundo es su Geografía, que es una discusión exhaustiva sobre mapas y el conocimiento geográfico del mundo grecorromano. El tercero es el tratado astrológico en el que intentó adaptar la astrología horoscópica a la filosofía natural aristotélica de su época. Este es a veces conocido como Apotelesmatika (en griego: Αποτελεσματικά, lit. 'Sobre los efectos') pero más comúnmente conocido como Tetrabiblos, del griego koiné que significa «Cuatro libros», o por su equivalente latino Quadripartite.
Tolomeo fue el principal responsable de la cosmología geocéntrica que prevaleció en el mundo islámico y en la Europa medieval. Esto no se debió tanto al Almagesto como a un tratado posterior, Hypotheseis tōn planōmenōn (Hipótesis planetarias). En esta obra propuso lo que ahora se llama el sistema ptolemaico, un sistema unificado en el que cada cuerpo celeste está unido a su propia esfera y el conjunto de esferas está anidado de modo que se extiende sin espacios desde la Tierra hasta la esfera celeste. Las tablas numéricas del Almagesto (que permitían calcular las posiciones planetarias y otros fenómenos celestes para fechas arbitrarias) tuvieron una profunda influencia en la astronomía medieval, en parte a través de una versión revisada y separada de las tablas que Ptolomeo publicó como Procheiroi kanones (Tablas prácticas). Ptolomeo enseñó a los astrónomos posteriores cómo utilizar observaciones cuantitativas con fechas registradas para revisar los modelos cosmológicos.
La Iglesia católica promovió su obra, que incluía el único modelo geocéntrico matemáticamente sólido del Sistema solar, y a diferencia de la mayoría de los matemáticos griegos, los escritos de Ptolomeo (principalmente el Almagesto) nunca dejaron de ser copiados o comentados, tanto en la Antigüedad tardía como en la Edad Media. Sin embargo, es probable que solo unos pocos dominaran verdaderamente las matemáticas necesarias para comprender sus obras, como lo evidencian particularmente las muchas introducciones abreviadas y diluidas a la astronomía de Ptolomeo que fueron populares entre los árabes y los bizantinos. Su trabajo sobre epiciclos ha llegado a simbolizar un modelo teórico muy complejo construido para explicar un supuesto falso.

## Biografía
Poco se sabe sobre la vida de Ptolomeo excepto lo que se puede inferir de sus escritos. Ptolomeo nació en el siglo I o II y falleció a finales del II. Vivió y trabajó en Egipto, se cree que en la gran Biblioteca de Alejandría, en donde sobresalió entre los años 127 y 143. Fue astrólogo y astrónomo, estudios y trabajos que en esa época estaban muy interconectados; también destacó como geógrafo y matemático. En tiempos de los emperadores Adriano y Antonino Pío difundió la ciencia astronómica de la Antigüedad y  se dedicó a la observación astronómica en la ciudad de Alejandría.

## Actividad científica

### Astronomía
Fue autor del tratado astronómico conocido como Almagesto (en griego, Hè Megalè Syntaxis; traducido al español como El gran tratado). Se preservó, como todos los tratados griegos clásicos de ciencia, en manuscritos árabes, de ahí su nombre, y solo está disponible en la traducción en latín de Gerardo de Cremona, realizada en el siglo XII.
Heredero de la concepción del universo dada por Platón y Aristóteles, su método de trabajo difirió notablemente del de estos, pues mientras Platón y Aristóteles dan una cosmovisión del universo, Ptolomeo fue un empirista. Su trabajo consistió en estudiar la gran cantidad de datos existentes sobre el movimiento de los planetas con el fin de construir un modelo geométrico que explicase dichas posiciones en el pasado y fuese capaz de predecir sus posiciones futuras.
La ciencia griega tenía dos posibilidades en su intento de explicar la naturaleza: la explicación realista, que consistiría en expresar la naturaleza sobre la base de principios racionales, que tendrían prioridad frente a los hechos aparentes, y la explicación positivista, que radicaría en expresar lo aparente, y adaptar los principios explicativos a los hechos. Ptolomeo afirma explícitamente que su sistema no pretende descubrir la realidad, y que es solo un método de cálculo. Es lógico que adoptara un esquema positivista, pues su teoría geocéntrica se opone flagrantemente a la física aristotélica: por ejemplo, las órbitas de su sistema son excéntricas, en contraposición a las circulares y perfectas de Platón y Aristóteles.
El Almagesto contiene un catálogo de estrellas que Ptolomeo tomó de una obra perdida de Hiparco de Nicea. Aunque Ptolomeo afirmó que observó el catálogo, se desprende de múltiples líneas de evidencia el hecho de que el catálogo de Ptolomeo sólo se deriva parcialmente del de Hiparco. El Almagesto también estableció criterios para predecir eclipses.
En marzo de 2023 se ha publicado el reciente descubrimiento, gracias a técnicas de imágenes multiespectrales, del desciframiento de un antiguo manuscrito suyo que se creía perdido. El texto, un palimpsesto procedente de la biblioteca de la abadía de Bobbio (Italia), es un tratado astronómico, escrito en griego, básicamente un manual que explicaba cómo construir un meteoroscopio (μετεωροσκόπιον o μετεωροσκοπεῖον), un instrumento armilar utilizado para trazar distancias y estudiar las estrellas.

#### Modelo de universo geocéntrico

Animación del modelo cosmológico ptolemaico.

Su aportación fundamental fue su modelo del universo: creía que la Tierra estaba inmóvil y ocupaba el centro del universo, y que el Sol, la Luna, los planetas y las estrellas giraban a su alrededor. A pesar de ello, mediante el modelo del epiciclo-deferente, cuya invención se atribuye a Apolonio, trató de resolver geométricamente los dos grandes problemas del movimiento planetario:
- La retrogradación de los planetas y su aumento de brillo mientras retrogradan.
- La distinta duración de las revoluciones siderales.

Sus teorías astronómicas geocéntricas tuvieron gran éxito e influyeron en el pensamiento de astrónomos y matemáticos hasta el siglo XVI.

#### Astrología
También aplicó el estudio de la astronomía al de la astrología, pues creó los horóscopos. Todas estas teorías y estudios están escritos en su obra Tetrabiblos.

### Óptica/ matemáticas sobre la luz
En el campo de la óptica exploró las propiedades de la luz, sobre todo de la refracción y la reflexión. Su obra Óptica es un tratado sobre la teoría matemática de las propiedades de la luz.

### Geografía

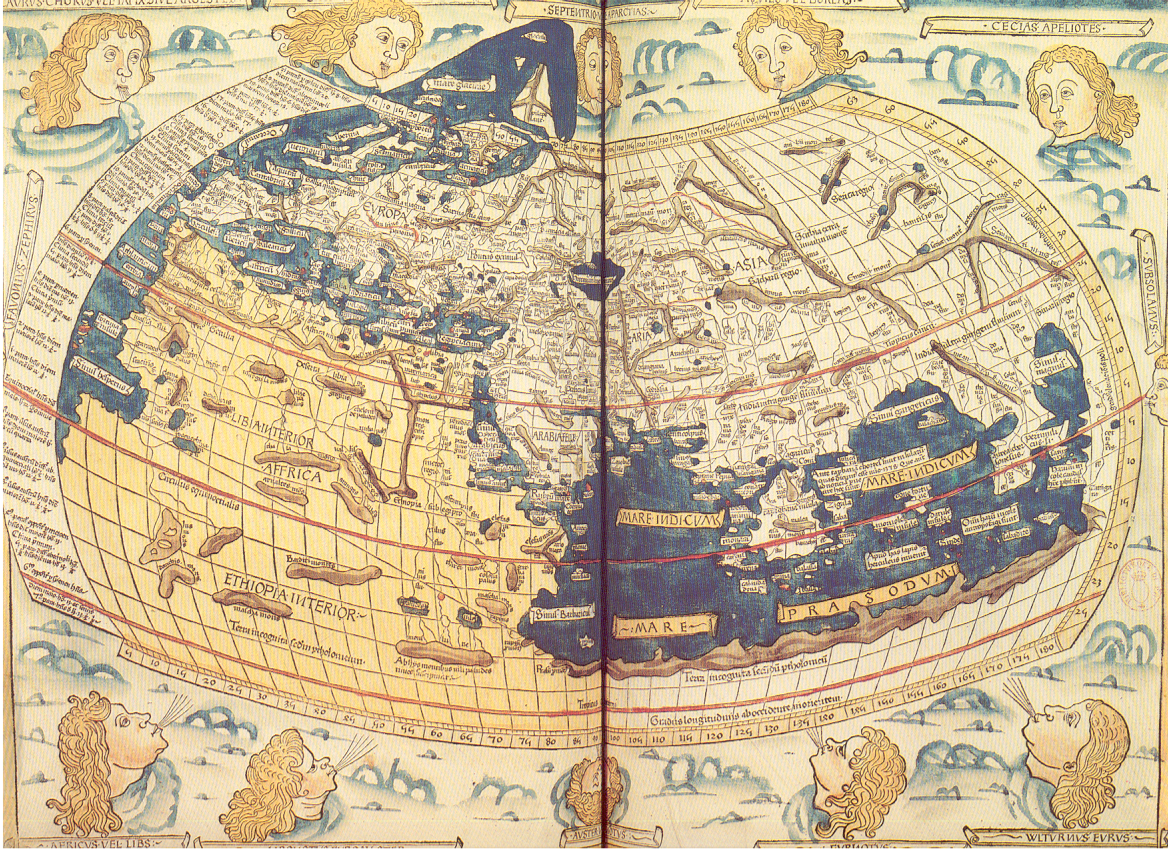
Aunque no perduró ninguna carta de Ptolomeo, en el Renacimiento se reconstruían mapamundis a partir de la Geographia de Ptolomeo. Esta carta es una copia de Johannes de Armsshein, Ulm, en 1482.

Otra gran obra suya es la Geographia, en que describe el mundo de su época. Utiliza un sistema de latitud y longitud que sirvió de ejemplo a los cartógrafos durante muchos años. Una de las ciudades descrita en esta obra es La Meca, en la península arábiga, a la que llama Makoraba. Esta obra contenía graves errores en cuanto a distancias; de hecho, se piensa que Colón terminó conociendo América producto de que en el mapa de Ptolomeo las Indias se encontraban notablemente más cercanas al navegar en esa dirección. En otro error, esta vez de metátesis, Ptolomeo escribe “katelanoi” haciendo referencia a los lacetanos, uno de los pueblos íberos asentados en la actual región de Cataluña, en la península ibérica.

### Música

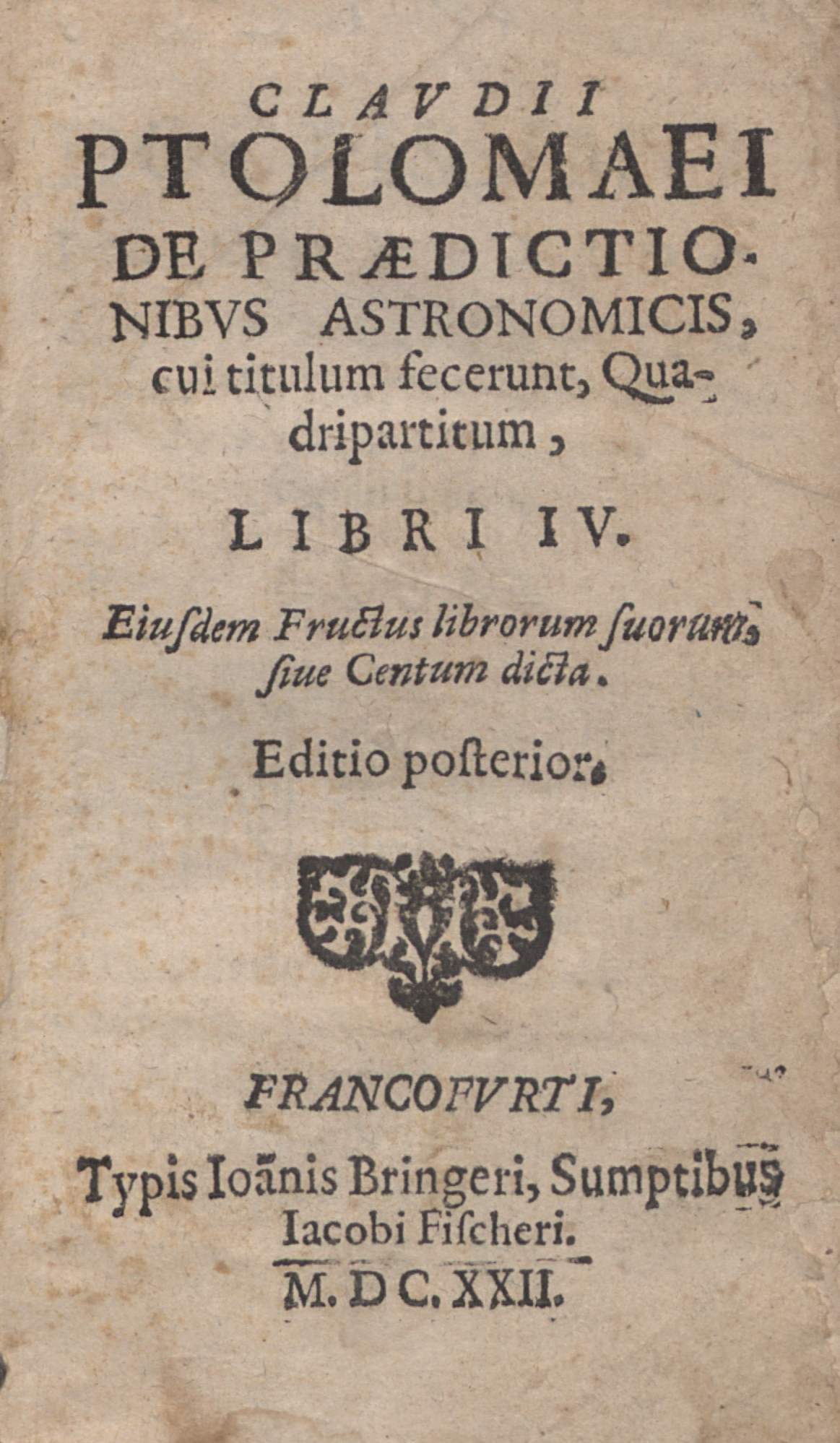
Quadripartitum, 1622.

El mundo de la música tampoco fue ignorado por Ptolomeo. Escribió un tratado de teoría musical llamado Harmónicos. Pensaba que las leyes matemáticas subyacían tanto en los sistemas musicales como en los cuerpos celestes, y que ciertos modos y aun ciertas notas correspondían a planetas específicos, las distancias entre estos y sus movimientos. La idea había sido propuesta por Platón en el mito de la música de las esferas, que es la música no escuchada producida por la revolución de los planetas.

### Cartografía

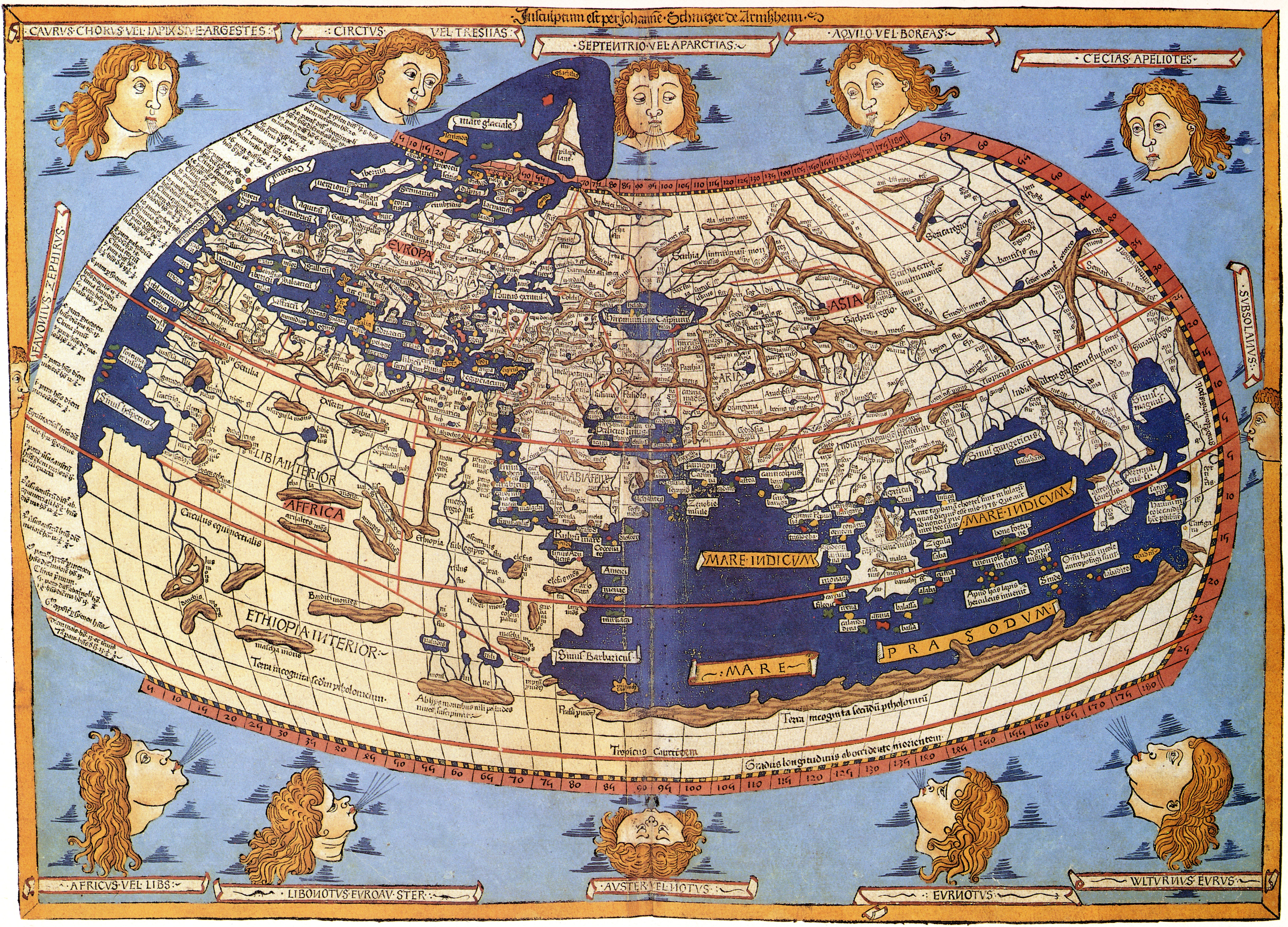
Un mapa impreso del que representa la descripción de Ptolomeo de la Ecumene por Johannes Schnitzer (1482).

La segunda obra más conocida de Ptolomeo es su Geographike Hyphegesis (Griego koiné: Γεωγραφικὴ Ὑφήγησις; lit. "Guía para dibujar la Tierra"), conocida como la Geografía'], un manual sobre cómo dibujar mapas utilizando coordenadas geográficas para las partes del Mundo Romano conocidas en la época. Se basó en el trabajo previo de un geógrafo anterior, Marino de Tiro, así como en nomenclátores del Imperio romano y del antiguo Persa. También reconoció al antiguo astrónomo Hiparco por haber proporcionado la elevación del polo celeste norte para algunas ciudades. Aunque ya desde la época de Eratóstenes (c. 276) se hacían mapas basados en principios científicos, Ptolomeo mejoró las proyecciones cartográficas.
La primera parte de la Geografía es un análisis de los datos y de los métodos que utilizó. Ptolomeo señala la supremacía de los datos astronómicos sobre las mediciones terrestres o los informes de los viajeros, aunque sólo disponía de estos datos para un puñado de lugares. La verdadera innovación de Ptolomeo, sin embargo, se produce en la segunda parte del libro, donde proporciona un catálogo de 8.000 localidades que recogió de Marinus y otros, la mayor base de datos de este tipo de la antigüedad. Alrededor de 6.300 de estos lugares y accidentes geográficos tienen asignadas coordenadas para poder ser ubicados en una cuadrícula que abarca todo el globo. La Latitud se medía desde el ecuador, como en la actualidad, pero Ptolomeo prefirió expresarla como climata, la duración del día más largo en lugar de grados de arco: la duración del día de pleno verano aumenta de 12h a 24h a medida que se avanza desde el ecuador hasta el círculo polar. Uno de los lugares para los que Ptolomeo anotó coordenadas específicas fue la ahora perdida Torre de Piedra que marcaba el punto medio en la antigua Ruta de la Seda, y que los estudiosos han estado intentando localizar desde entonces.
En la tercera parte de la Geografía, Tolomeo da instrucciones sobre cómo crear mapas tanto de todo el mundo habitado (oikoumenē) como de las provincias romanas, incluyendo las necesarias listas topográfico, y leyendas para los mapas. Su oikoumenē abarcaba 180 grados de longitud desde las Islas Benditas en el Océano Atlántico hasta la mitad de China, y unos 80 grados de latitud desde Shetland hasta antimeroe (costa oriental de África); Ptolomeo era muy consciente de que sólo conocía una cuarta parte del globo, y una extensión errónea de China hacia el sur sugiere que sus fuentes no llegaban hasta el océano Pacífico.
Parece probable que las tablas topográficas de la segunda parte de la obra (libros 2-7) sean textos acumulativos, que se fueron modificando a medida que se disponía de nuevos conocimientos en los siglos posteriores a Ptolomeo. Esto significa que es probable que la información contenida en las distintas partes de la Geografía sea de fechas diferentes, además de contener muchos errores de escritura. Sin embargo, aunque los mapas regionales y mapas del mundo de los manuscritos conservados datan de c. 1300 d. C.
 (después de que el texto fuera redescubierto por Maximus Planudes), hay algunos estudiosos que piensan que dichos mapas se remontan al propio Ptolomeo.

### Otros
También aplicó sus conocimientos de trigonometría a la construcción de astrolabios y relojes de sol.

### Acusaciones
Según Robert Russell Newton (en su libro The Crime of Claudius Ptolemy [El crimen de Claudio Ptolomeo]), Ptolomeo fue «el fraude más exitoso en la historia de la ciencia». Afirmó que Ptolomeo obtuvo los resultados astronómicos descritos en el Almagesto mediante cálculos y no a través de las observaciones directas que describió. También lo acusó de haber hecho falsificaciones conscientes.

## Obras de Ptolomeo
- Quadripartitum (en latín). Venezia: Ottaviano Scoto (1.) eredi & C. 1519.
- [Opere] (en latín). Basel: Heinrich Petri. 1541.
- In Claudii Ptolemaei Quadripartitum (en latín). Basel: Heinrich Petri. 1559.
- Quadripartitum (en latín). Frankfurt am Main: Johann Bringer. 1622.
- Quadripartitum (en latín). Padova: Paolo Frambotto. 1658.
- De iudicandi facultate et animi principatu (en latín). París: Sebastian Cramoisy (1.) & Sebastian Mabre-Cramoisy. 1663.
- De iudicandi facultate et animi principatu (en latín). Den Haag: Adriaen Vlacq. 1663.
- Harmonicorum libri (en latín). Oxford: Theatrum Sheldonianum. 1682.
- Quadripartitum (en latín). Venezia: Ottaviano Scoto (1.) eredi & C. 1519.
- [Opere] (en latín). Basel: Heinrich Petri. 1541.
- In Claudii Ptolemaei Quadripartitum (en latín). Basel: Heinrich Petri. 1559.
- Quadripartitum (en latín). Frankfurt am Main: Johann Bringer. 1622.
- Quadripartitum (en latín). Padova: Paolo Frambotto. 1658.
- De iudicandi facultate et animi principatu (en latín). París: Sebastian Cramoisy (1.) & Sebastian Mabre-Cramoisy. 1663.
- De iudicandi facultate et animi principatu (en latín). Den Haag: Adriaen Vlacq. 1663.
- Harmonicorum libri (en latín). Oxford: Theatrum Sheldonianum. 1682.

## Eponimia
- El cráter lunar Ptolemaeus lleva este nombre en su memoria.[19]
- El asteroide (4001) Ptolomeo lleva este nombre en su honor.